# Sydney Emanuel Mudd (Politiker, 1885)

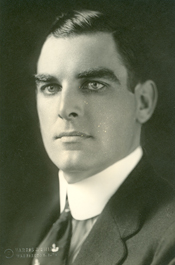
Sydney Emanuel Mudd

Sydney Emanuel Mudd (* 20. Juni 1885 im Charles County, Maryland; † 11. Oktober 1924 in Baltimore, Maryland) war ein US-amerikanischer Politiker. Zwischen 1915 und 1924 vertrat er den Bundesstaat Maryland im US-Repräsentantenhaus.

## Werdegang
Sydney Mudd war der Sohn des gleichnamigen Kongressabgeordneten Sydney Emanuel Mudd (1858–1911). Er besuchte die öffentlichen Schulen seiner Heimat. Im Jahr 1896 zog er mit seinen Eltern nach La Plata. Nach einem Jurastudium an der Georgetown University in der Bundeshauptstadt Washington, D.C. und seiner 1910 erfolgten Zulassung als Rechtsanwalt begann er als Jurist zu arbeiten. Gleichzeitig schlug er als Mitglied der Republikanischen Partei eine politische Laufbahn ein. Im Jahr 1909 kandidierte er erfolglos für das Abgeordnetenhaus von Maryland. Seit 1910 hielt er an der Georgetown University Vorlesungen über das Kriminalrecht. Von 1910 bis 1914 war er mit einer kurzen Unterbrechung im Jahr 1912 stellvertretender Bezirksstaatsanwalt. In diesem Jahr strebte er erfolglos die Nominierung seiner Partei für die Kongresswahlen an.
Bei den Kongresswahlen des Jahres 1914 wurde Mudd dann aber im fünften Wahlbezirk von Maryland in das US-Repräsentantenhaus in Washington gewählt, wo er am 4. März 1915  die Nachfolge von Frank Owens Smith antrat. Nach vier Wiederwahlen konnte er bis zu seinem Tod am 11. Oktober 1924 im Kongress verbleiben. In diese Zeit fiel der Erste Weltkrieg. In den Jahren 1918 und 1919 wurden der 18. und der 19. Verfassungszusatz ratifiziert. Dabei ging es um das Verbot des Handels mit alkoholischen Getränken bzw. um die bundesweite Einführung des Frauenwahlrechts.